# KSG Hannover
Die KSG Hannover GmbH (bis 2013: KSG Kreissiedlungsgesellschaft Hannover mbH) ist ein als GmbH firmierendes kommunales Wohnungsunternehmen, das in 21 Städten und Gemeinden der Region Hannover rund 8000 Wohnungen vermietet. „Das Geschäftsmodell der KSG ist nicht auf hohe Mieteinnahmen und Renditen ausgerichtet,“ sondern ist der Versorgung von Menschen aller Altersklassen mit „soliden und preisgünstigen Wohnungen“ verpflichtet. Sitz der Gesellschaft ist Hannover.

## Geschichte
Die KSG wurde am 30. März 1949 ursprünglich unter dem Namen Gemeinnützige Kreis-Wohnungs- und Siedlungsgesellschaft für den Landkreis Hannover gegründet, da in der frühen Nachkriegszeit vor allem tausende von Flüchtlingen keinen Wohnraum in und um Hannover finden konnten. Zu ihnen zählte der mit seiner Familie aus Schlesien vertriebene spätere Bürgermeister von Ronnenberg, Paul Wenig, der 1946 im Flüchtlingslager Empelde unterkam. Da er schon als Jugendlicher auf den Sitzungen des Gemeinderats die damals „schlechte Bauweise der Kreissiedlungsgesellschaft“ öffentlich zur Sprache brachte, wurde ihm und seiner Familie erst 1955 ein Bauplatz in Empelde zugewiesen.

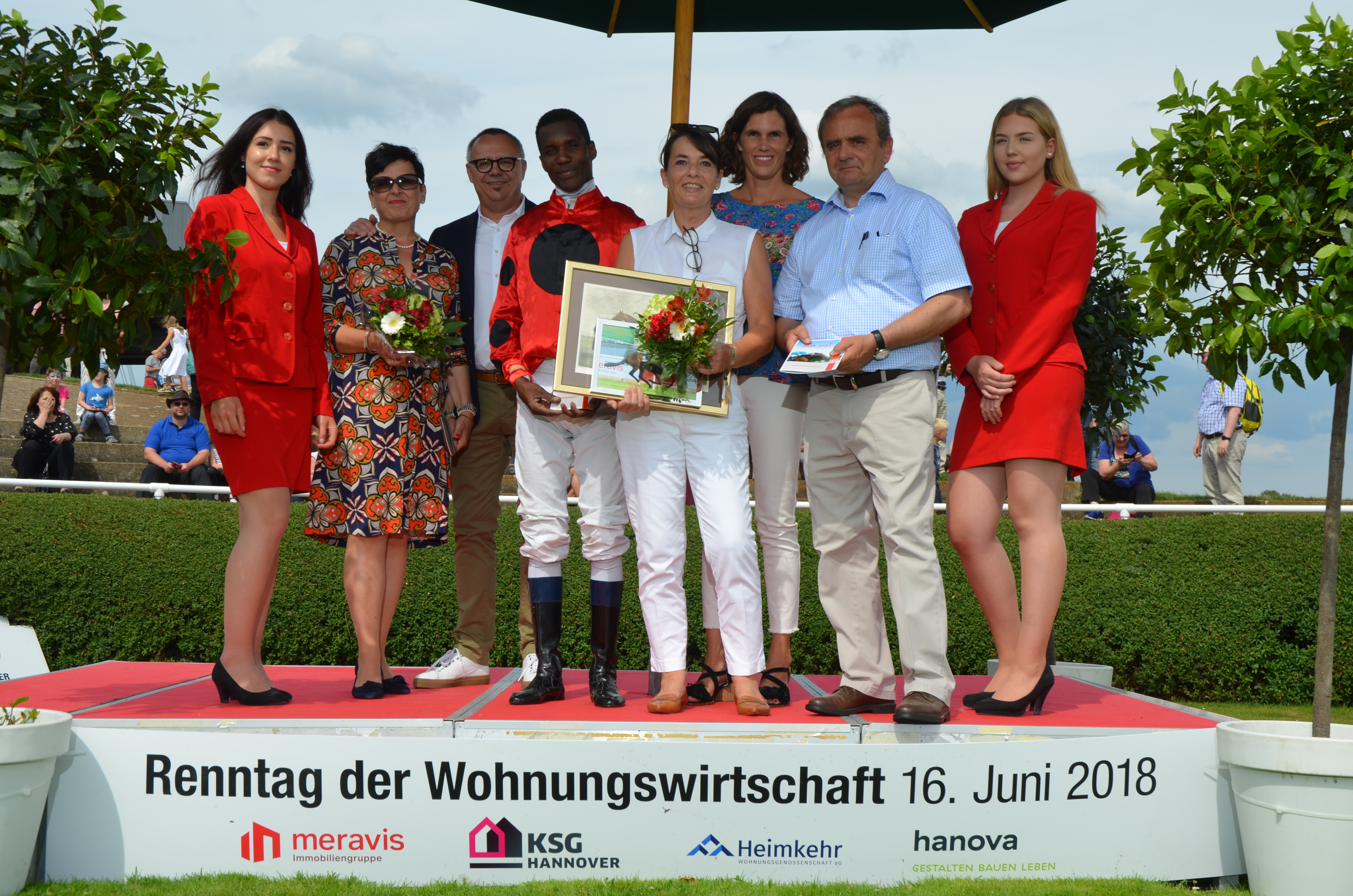
Am „Renntag der Wohnungswirtschaft“ 2016 trat die KSG Hannover als eine der Sponsorinnen des Pferderennens auf der Neuen Bult in Langenhagen auf

Heute übernimmt die KSG neben ökologischer auch soziale und ökonomische Verantwortung. So konnte sie Wohnungssuchenden noch Ende des Jahres 2019 eine durchschnittliche Netto-Kaltmiete von 5,83 Euro pro m² anbieten.

## Schriften
- Brigitta Graichen-Meißner (Bearb.): Entwicklungsstudie Empelde Süd: Erläuterungsbericht, 67 Seiten mit zahlreichen Illustrationen, Laatzen: Kreissiedlungsgesellschaft Hannover mbH: 2007